# Правила польотів за приладами
Правила польотів за приладами, ППП (англ. instrument flight rules, IFR) — сукупність авіаційних правил та інструкцій, які передбачають виконання польотів в умовах, при яких місцезнаходження, просторове положення та параметри польоту повітряного судна визначаються за показаннями пілотажно-навігаційних приладів. ППП передбачають дотримання екіпажем параметрів польоту для дотримання інтервалів ешелонування, встановлених, головним чином, органом управління повітряним рухом.
Більшість рейсів комерційної авіації здійснюється за ППП. Протилежними за змістом є правила візуальних польотів (ПВП), при яких завдання орієнтації в просторі вирішується спостереженнями пілота через ліхтар кабіни за лінією горизонту і за наземними орієнтирами. Крім того, при польотах за ПВП завдання витримування мінімумів ешелонування екіпаж виконує самостійно, спостерігаючи інші борти.
Слід зазначити, що візуальний захід на посадку (ВЗП) є продовженням польоту за ППП, його не слід плутати з польотом і заходом на посадку за ПВП.